# Lena Schöneborn
Lena Schöneborn (Troisdorf, 11 aprile 1986) è una pentatleta tedesca, vincitrice dell'oro olimpico a Pechino 2008.

## Palmarès
In carriera ha conseguito i seguenti risultati:
- Giochi Olimpici:

Pechino 2008: oro nel pentathlon moderno individuale.
- Mondiali:

Varsavia 2005: oro nella staffetta.
Berlino 2007: argento nell'individuale ed a squadre, bronzo staffetta a squadre.
Londra 2009: oro a squadre, argento staffetta a squadre e bronzo individuale.
Berlino 2015: oro individuale e argento a squadre.
Mosca 2016: bronzo individuale e a squadre.
Il Cairo 2017: oro a squadre e nella staffetta.
- Europei:

Drzonów 2013: bronzo nella gara a squadre e nella staffetta.
Székesfehérvár 2014: oro nell'individuale e nella gara a squadre, argento nella staffetta.
Bath 2015: oro nella staffetta, argento a squadre e bronzo nell'individuale.
Minsk 2017: oro nella staffetta.